# IFC (Stati Uniti d'America)
Independent Film Channel, solitamente abbreviato in IFC, è un canale televisivo via cavo statunitense lanciato nel 1994, che trasmette film, cortometraggi e programmi televisivi indipendenti.

## Storia
Il canale, proprietà di AMC Networks (un'ex affiliata di Cablevisión), è stato lanciato il 1º settembre 1994, come rete derivata del canale Bravo. I film venivano originariamente trasmessi senza interruzioni pubblicitarie.
Nel marzo del 2010, IFC ha adottato un nuovo logo e un nuovo slogan (Always On. Slightly Off); tale slogan riflette la volontà di IFC di trasmettere, oltre ai soli film indipendenti, anche serie televisive e speciali dal sapore e dalla sensibilità indie. Il cambio di stile è stato accompagnato anche dall'inizio delle interruzioni pubblicitarie dei programmi, decisione che ha scatenato polemiche tra gli spettatori della rete. Nonostante la pubblicità, IFC trasmette senza censura film e serie televisive adatte ad un pubblico adulto; tuttavia gli episodi di alcuni programmi per bambini sono censurati.
Nel 2011, su IFC ha debuttato la prima serie televisiva originale non composta da sketch, Portlandia.

Logo di IFC usato dal 2001 al 2010, e ancora usato dall'IFC canadese.

## Palinsesto

### Serie televisive originali
- Greg the Bunny (1999-2000, 2005-2006)
- The Festival (2005)
- Hopeless Pictures (2005)
- The Business (2006-2007)
- The Minor Accomplishments of Jackie Woodman (2006-2007)
- Trapped in the Closet (2007-in corso)
- The Whitest Kids U' Know (2008-2011)
- Z Rock (2008-2009)
- Bollywood Hero (2009)
- Food Party (2009-2010)
- The Increasingly Poor Decisions of Todd Margaret (2010-2012)
- Onion News Network (2011)
- Portlandia (2011-in corso)
- Comedy Bang! Bang! (2012-in corso)
- Bullet in the Face (2012)
- Maron (2013-2016)
- The Spoils of Babylon (2014)
- Documentary Now! (2015-in corso)

### Altri programmi originali
- Independent Spirit Awards (1994-in corso) – premiazione
- Split Screen (1997-2001)
- Dinner for Five (2001-2005)
- Film School (2004)
- Ultimate Film Fanatic (2004-2005)
- The Henry Rollins Show (2004-2007)
- Framed (2007)
- Henry Rollins: Uncut (2007-2009)
- The IFC Media Project (2008-2010)
- Dinner with the Band (2009-2010)
- 360 Sessions (2010)
- The Grid (2010-in corso)
- Rhett & Link: Commercial Kings (2011)
- Young Broke & Beautiful (2011)
- Whisker Wars (2011-in corso)
- Bunk (2012-in corso) – game show